# Região Metropolitana de Sobral
A Região Metropolitana de Sobral (RMS) é a terceira região metropolitana do estado do Ceará, junto com a Região Metropolitana de Fortaleza e a Região Metropolitana do Cariri, a qual é constituída por 18 municípios, tendo Sobral como cidade sede.
São parte integrante da RMS os municípios de Alcântaras, Cariré, Coreaú, Forquilha, Frecheirinha, Graça, Groaíras, Massapê, Meruoca, Moraújo, Mucambo, Pacujá, Pires Ferreira, Reriutaba, Senador Sá, Santana do Acaraú, Varjota e Sobral.
A RMS foi constituída mediante aprovação da Lei Complementar estadual nº 168/2016 de autoria do então deputado Ivo Gomes.

## Municípios
O município de Sobral é o maior em área, com 2.129,989 km² e o único da região com IDH alto, além de ser também o mais rico e populoso. Pacujá é o menor município tanto em área com 76,100 km², quanto em população.
| Município         | Área (km2) | IDH (2000) | População (2017) | Mapa da Região Metropolitana de Sobral - RMS |
| Sobral            | 2.129,989  | 0,714      | 205.529          |                                              |
| Massapê           | 571,531    | 0,616      | 38.210           |                                              |
| Santana do Acaraú | 969,323    | 0,587      | 32.023           |                                              |
| Forquilha         | 516,988    | 0,644      | 24.047           |                                              |
| Coreaú            | 775,746    | 0,610      | 23.107           |                                              |
| Reriutaba         | 383,119    | 0,601      | 18.769           |                                              |
| Cariré            | 756,893    | 0,596      | 18.660           |                                              |
| Varjota           | 179,255    | 0,611      | 18.239           |                                              |
| Graça             | 281,890    | 0,570      | 15.307           |                                              |
| Meruoca           | 144,940    | 0,618      | 14.948           |                                              |
| Frecheirinha      | 181,240    | 0,604      | 13.669           |                                              |
| Pires Ferreira    | 242,189    | 0,606      | 10.784           |                                              |
| Mucambo           | 190,602    | 0,629      | 14.377           |                                              |
| Alcântaras        | 138,598    | 0,600      | 11.459           |                                              |
| Groaíras          | 155,963    | 0,633      | 11.012           |                                              |
| Moraújo           | 415,614    | 0,581      | 8.636            |                                              |
| Senador Sá        | 430,580    | 0,630      | 7.513            |                                              |
| Pacujá            | 76,100     | 0,621      | 6.202            |                                              |
| TOTAL             | 8.545,378  | 0,609      | 492.491          |                                              |

## Região de Planejamento do Ceará
A da Lei Complementar estadual nº 168/2016 definiu a composição da região de planejamento do Sertão de Sobral, sendo a regionalização fixada em 18 municípios: Alcântaras, Cariré, Coreaú, Forquilha, Frecheirinha, Graça, Groaíras, Massapê, Meruoca, Moraújo, Mucambo, Pacujá, Pires Ferreira, Reriutaba, Santana do Acaraú, Senador Sá, Sobral e Varjota.